# 王伽
王伽（?—?），隋朝人物，河间郡章武县（今河北省廊坊市大城县境内）人。
开皇末年，王伽为齐州（今山东省济南市）行参军，开始没有什么值得称道的。后被州里让他押送判流刑的犯人李参等七十余人到京师。当时制度，流刑犯人都应该戴着枷锁押送。王伽走到荥阳（今河南省荥阳市），可怜犯人们辛苦，把他们都叫来说：“你们这些人犯了国法，有损名教，身受枷锁之苦，是你们应得的惩处。现在又使押送你们的人辛苦，你们无愧于心吗！”李参等人都谢罪。王伽说：“你们虽犯法，枷锁也很辛苦。我把你们的枷锁都解下，走到京师集合，能做到不违期？”他们都跪拜谢罪：“必不敢违期。”王伽于是把他们身上的枷锁都解下，遣散押送犯人的兵卒，与李参等人约好：“某日应当到达京师，如果不能如期到达，我只好代你们受死。”说完就离开犯人们走了。犯人们感动欣悦，如期到达京师（今陕西省西安市），没有一个人背约逃走。隋文帝听到此事感到惊奇，就召见王伽谈话，不断地称赞他。于是又召见犯人们，令他们带着妻儿一起进宫，在殿堂赐宴，赦免了他们。文帝因此下诏：“凡世上之人，都有灵悟的禀性，都懂善恶，明晓是非。如果以至诚之心关怀他们，明加劝导，那恶俗必定改变，人都会变得善良。以前海内动乱，德教废驰湮没，官吏没有慈爱之心，百姓存有奸诈之意，所以诉讼不息，民风轻薄难治。朕受命上天，安养百姓，想遵循先圣的办法，用德来感化子民，朝夕不懈，意在于此。王伽非常理解朕的用意，诚心诚意地加以宣传教化。李参等人感化醒悟，自己赴往司法机关。说明四海之内的百姓并不难以教化，而是官员不加明示，导致他们陷于罪恶，无法改过自新。要是让官吏都成为王伽一类的人物，庶民都向李参等人学习，不用刑律的日子就不会远了！”于是提拔王伽为雍县（今陕西省凤翔县）县令，政绩有能干的名声。

## 延伸阅读
[在维基数据编辑]
 《隋書·卷73》，出自魏徵《隋书》